# 谷村仁司
谷村 仁司（たにむら じんじ、本名：中野 潤二（なかの じゅんじ）、1963年3月11日 - ）は、日本のものまねタレント。兵庫県宝塚市出身。東京都在住。

## 受賞歴
- テレビ東京 全日本そっくり大賞（第29回グランドチャンピオン受賞）
- フジテレビ 紅白そっくり大賞（審査員特別賞）
- TBS 上岡龍太郎がズバリ! そっくりさんスペシャル（第2回優勝）

## ものまねのレパートリー
- 谷村新司
- 吉田拓郎
- 嘉門達夫
- 浜田省吾
- 山下達郎
- 中村雅俊
- 松山千春
- さだまさし
- 尾崎豊
- 前田亘輝

## 出演
- 居酒屋歌芸夢者
- VOICE BAR J ジェイ

## 作品
- 負け犬ブルース（コンパクトディスク）